# 逃往埃及 (普桑)
《逃往埃及》是法国画家尼古拉·普桑的一幅布面油画，绘制于1657年或1658年。这幅画最初藏于卢浮宫，后移到里昂美术馆。
这幅画的灵感可能来自意大利巴洛克画家安尼巴莱·卡拉奇的《逃往埃及途中的风景》。

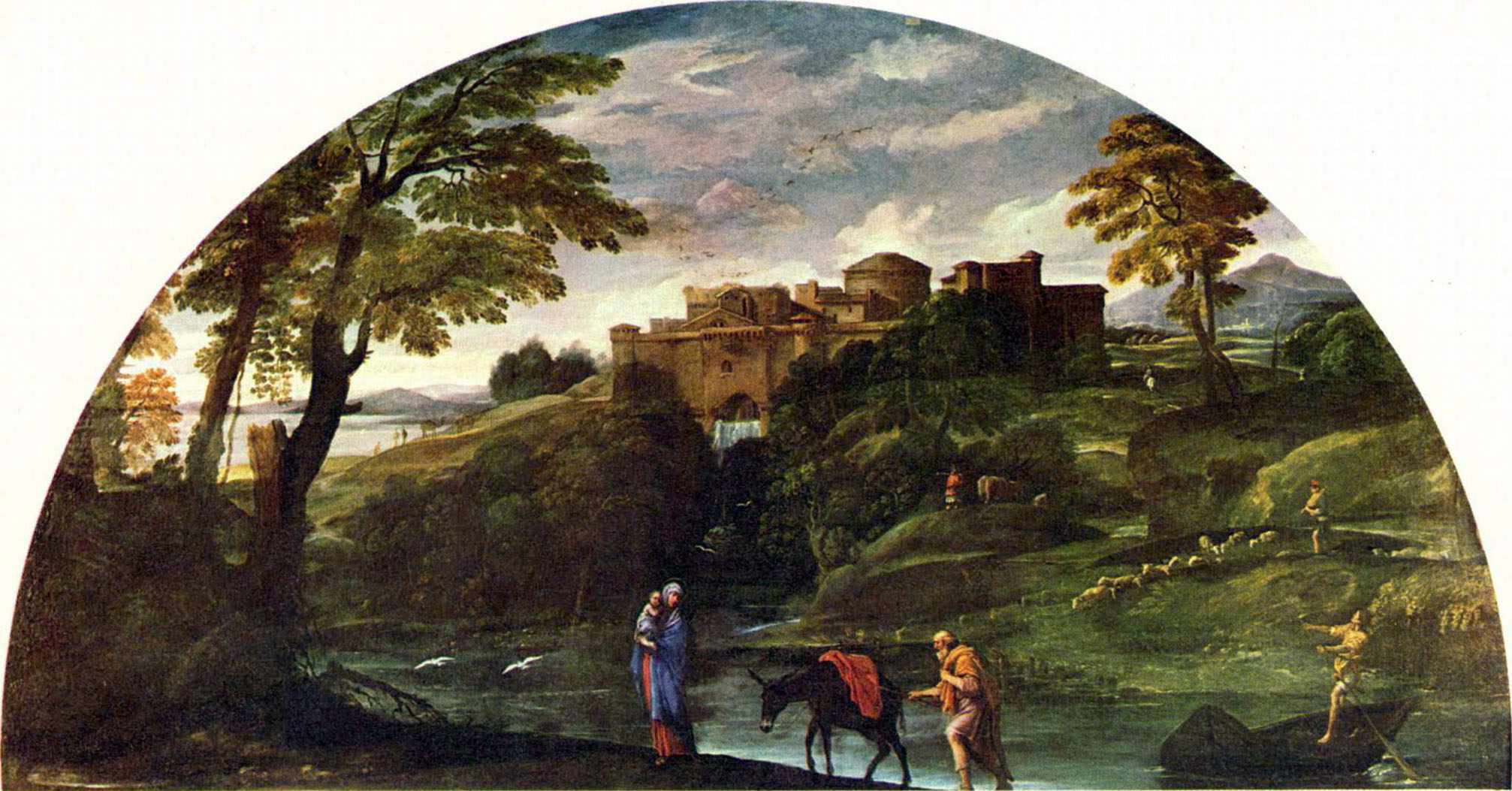
逃往埃及途中的风景